# One Boston Place
L'One Boston Place és un gratacel situat a Boston (Massachusetts, al nord-est dels Estats Units).
Va ser construït el 1970 sobre els plànols del gabinet d'arquitectes Cabot, Cabot & Forbes.
La torre de 183 metres i 41 pisos acull les oficines de diverses companyies.